# Nowa Słupia (gmina)
Pour les articles homonymes, voir Nowa Słupia (homonymie).
La gmina de Nowa Słupia est une commune rurale de la voïvodie de Sainte-Croix et du powiat de Kielce. Elle s'étend sur 85,94 km2 et comptait 9 760 habitants en 2017. Son siège est le village de Nowa Słupia qui se situe à environ 34 kilomètres à l'est de Kielce.

## Villages
La gmina de Nowa Słupia comrpend les villages et localités de Bartoszowiny, Baszowice, Cząstków, Dębniak, Dębno, Hucisko, Jeleniów, Jeziorko, Mirocice, Nowa Słupia, Paprocice, Pokrzywianka, Rudki, Serwis, Skały, Sosnówka, Stara Słupia, Trzcianka, Włochy et Wólka Milanowska.

## Gminy voisines
La gmina de Nowa Słupia est voisine des gminy de Bieliny, Bodzentyn, Łagów, Pawłów et Waśniów.